# Dolynka
Dolynka  (ucraniano: Долинка) es una localidad del Raión de Bilhorod-Dnistrovskyi en el Óblast de Odesa de Ucrania. Según el censo de 2001, tiene una población de 873 habitantes.